# Säkularinstitut St. Pius X.

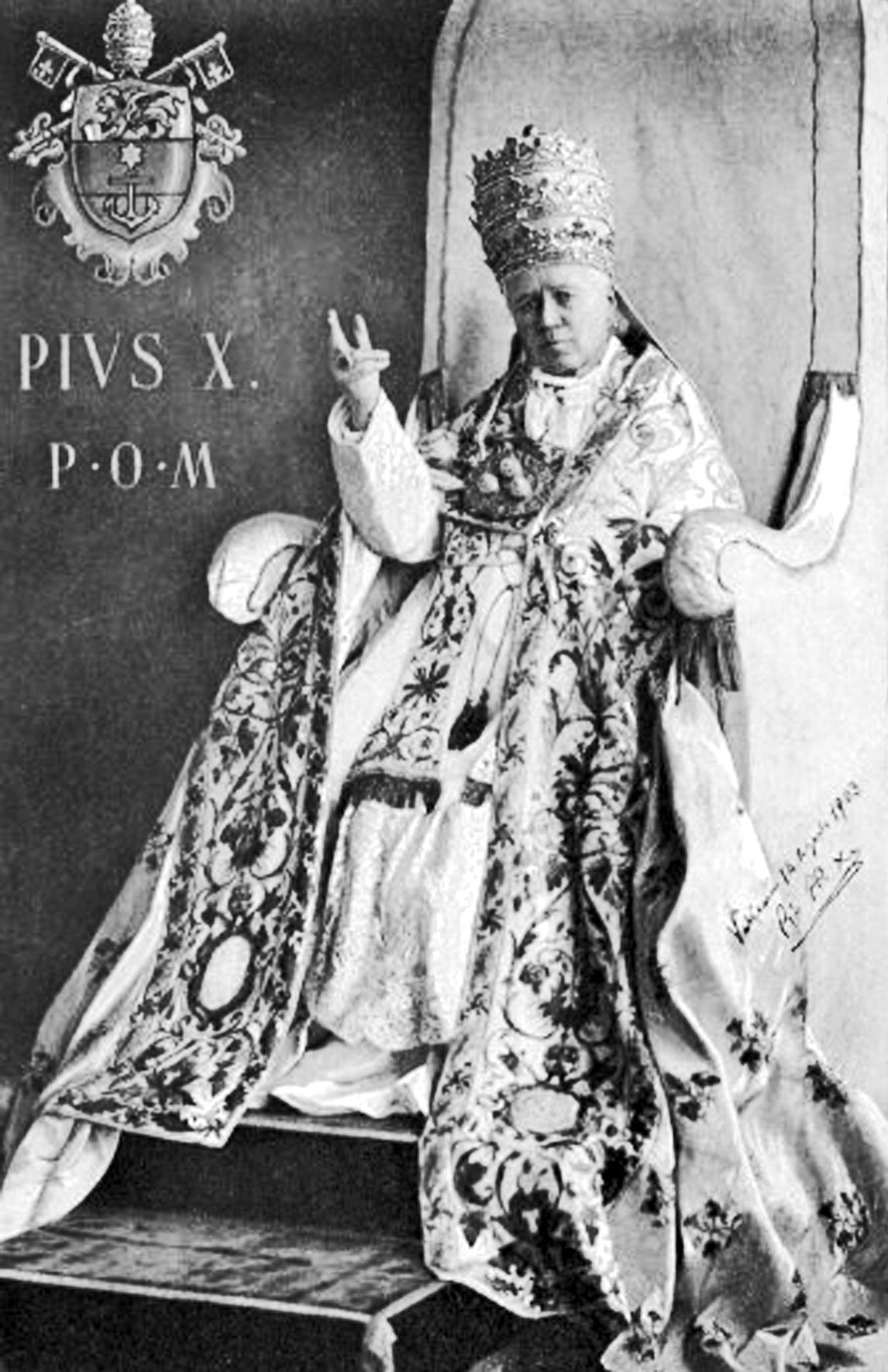
Heiliger Pius X. (1903–1914)

Das Säkularinstitut St. Pius X. (lateinisch Institutum seculare Pius X, französisch Institut séculier Pie X; Ordenskürzel ISPX) ist ein 1939 gegründetes Institut des geweihten Lebens und als Säkularinstitut seit 1959 anerkannt. Dem Säkularinstitut, das sich den heiligen Papst Pius X. zum Schutzpatron gewählt hat, gehören 20 geweihte und 230 assoziierte Mitglieder an.

## Geschichte
Das heutige Säkularinstitut wurde 1939 von dem katholischen Geistlichen Henri Roy OMI (1898–1965) in Manchester, New Hampshire (USA), als eine Apostolische Familie gegründet. Nach dem Zweiten Weltkrieg war Pater Roy in Québec tätig und widmete sich innerhalb der Organisation Young Christian Workers jungen aus dem Krieg heimgekehrten Männern. Die von Papst Pius XII. im Jahre 1947 veröffentlichte Apostolische Konstitution Provida mater ecclesia über die Neuordnung des Ordenswesen, eröffnete ihm neue Wirkungsperspektiven. Mit Unterstützung des Québecer Erzbischofs Maurice Kardinal Roy wandelte er die Apostolische Familie in ein Säkularinstitut um und erhielt im Jahre 1959 für das Säkularinstitut St. Pius X., wie es jetzt hieß, die erzbischöfliche Erlaubnis. Der Wahlspruch, so wie es auch im Wappen steht, lautet „Instaurare omnia in Christo“ (Alles in Christus erneuern) und bezieht sich auf den Brief des Paulus an die Epheser 4,24 .

## Organisation
Mitglieder leben in Kanada, USA, Kolumbien, auf Haiti, Guatemala, Bolivien, Honduras und Venezuela. Hauptsitz ist in Charlesbourg, einem Stadtteil von Québec, Kanada. Dem Säkularinstitut gehören sowohl geweihte als auch assoziierte Mitglieder an. Die geweihten Mitglieder haben ein Ordensgelübde abgelegt und leben nach den Geboten der „Evangelischen Räte“, die dem Institut angeschlossenen Mitglieder haben ein Gelübde abgelegt und treten als Laien für die Aufgabenerfüllung ein.
Das Säkularinstitut wird von einem gewählten Generaldirektor geleitet, der erste Generaldirektor war Henri Roy OMI (1960–1965). Ein weiterer früherer Generaldirektor (2001–2009) war der jetzige Kardinal und Erzbischof von Québec Gérald Cyprien Lacroix ISPX. Ihm folgte 2010 Pater Christian Beaulieu ISPX.

## Apostolische Aufgaben
Die geistliche Identität beruht im Wesentlichen auf fünf Pfeilern, hierzu zählen: Die Begegnung mit Jesus Christus, der Wunsch durch Jesus Christus ein apostolisches Ziel zu erlangen, Hingabe für den Dienst am Herrn, Unterstützung und Dienst für die schwachen und armen Menschen und schließlich ein Leben im apostolischen Geiste, welches als Nahrung für das ganze Leben im Dienste Gottes helfen kann.